# Näs

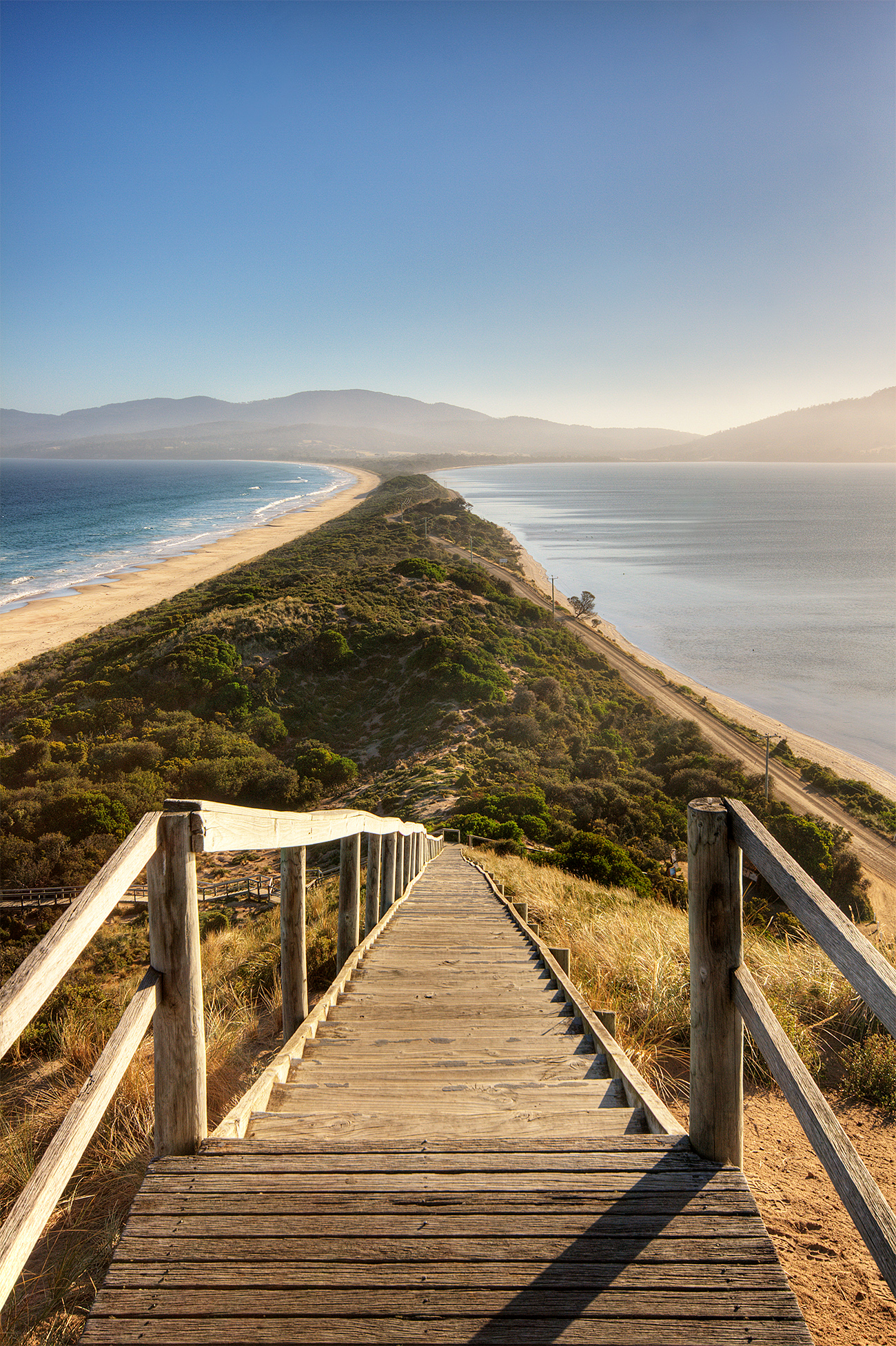
Näset mellan norra och södra Brunyön utanför Tasmanien, Australien.

Näs eller landtunga är dels en smal och jämförelsevis lång halvö dels en smal landremsa med vatten på båda sidor som förenar två större landområden eller öar. Ett näs kan utnyttjas för att dra eller bära båtar mellan till exempel två sjösystem. Dragstället brukar då benämnas ed.
I Sverige har många kungsgårdar legat just vid olika näs (eller nääs som det stavades på stormaktstiden) och har då fått sina namn efter platsen de legat vid.
Näs är lämpliga ställen att bygga kanaler på. Panamakanalen, som förbinder Atlanten och Stilla Havet, minskar dramatiskt sjövägen mellan de amerikanska väst- och östkusterna. Suezkanalen är ett annat exempel – den tillåter sjöfart mellan Europa och Asien utan omsegling runt Afrika.

## Några välkända näs
- Vänersnäs i Vänersborgs kommun
- Chignectonäset mellan Nova Scotia och Nordamerika
- Karelska näset avgränsas av Finska viken och Ladogasjön.
- Korintiska näset sammanbinder halvön Peloponessos med det grekiska fastlandet.
- Landtungan mellan udden El Bluff och halvön El Bluff i östra Nicaragua.
- Panamanäset sammanbinder Nordamerika och Sydamerika.
- Perekopnäset mellan Krimhalvön och fastlandet, Ukraina.
- Sueznäset i Egypten sammanbinder Afrika och Asien.
- Tehuantepecnäset förbinder Yucatán och Centralamerika med resten av Mexiko.